# Bon Secour
Bon Secour és una població dels Estats Units a l'estat d'Alabama. Segons el cens del 2000 tenia 302 habitants.

## Demografia
Segons el cens del 2000, Bon Secour tenia 302 habitants. La densitat de població era de 34,7 habitants/km².
L'edat mediana era de 37,0 anys. Per cada 100 dones hi havia 88,8 homes.
Cap de les famílies estaven per davall del llindar de pobresa.